# Monrupino
Monrupino (eslovè Repentabor) és un municipi italià, dins de la província de Trieste. L'any 2007 tenia 869 habitants. Limita amb els municipis de Sežana (Eslovènia) Sgonico (Zgonik) i Trieste. Comprèn les fraccions de Fernetti/Fernetiči, Col/Zolla i Repen.

## Situació lingüística
| Pertinença lingüística (cens 2001) | 22,70% italià |
| Pertinença lingüística (cens 2001) | 77,30% eslovè |

## Administració
| Període | Identitat       | Partit        |
| ------- | --------------- | ------------- |
| 2004-   | Alessio Krizman | Llista cívica |